# آسانسور قلابی
آسانسور قلابی (به انگلیسی: The Ersatz Elevator) نام یکی از کتاب‌های مجموعه ماجراهای بچه‌های بدشانس است. این کتاب توسط دنیل هندلر با نام مستعار لمونی اسنیکت نوشته شده و برت هلکوئیست آن را تصویرگری کرده‌است.

## نام
آسانسور قلابی

## کتاب قبلی و کتاب بعدی
مدرسه سختگیر|آسانسور قلابی|دهکده شوم

## مشخصات کتاب
نوشته لمونی اسنیکت با تصویر گری برت هلکوئیست ششمین داستان از سری ماجراهای بچه‌های بدشانس که توسط رضا دهقان به فارسی ترجمه گردید و در ۱۸۷ صفحه توسط نشر ماهی منتشر شده است.

## داستان
ویولت بودلر و کلاوس بودلر و سانی بودلر پیش دو قیم جدیدشان می‌روند که جروم اسکوالر و ازمی جیجی جنیوو اسکوالر هستند ازمی علاقه شدیدی به تو و بیرون بودن اشیاء دارد که اصطلاح خاص او برای گفتن مد روز است. او مسئول فروش سال اجناس تو می‌شود و در این جاست که مسئول حراج که آقای گونتر است سر وکله اش پیدا می‌شود و مثل همیشه کنت الاف است که تغییر قیافه داده. آنها باز هم سه قلوهای کواگمایر را می‌بینند و می‌خواهند که آنها را نجات دهند اما ازمی اسکوالر به آنها رودست می‌زند و با کنت الاف فرار می‌کند. آنها یک راه مخفی زیر زمینی بین قصر خودشان و آسمانخراش اسکوالرها پیدا می‌کنند که این هم بر معما هایشان اضافه می‌شود.